# Списък на планините в Аржентина
Това е списък на планините в република Аржентина.
- Аконкагуа (Мендоса) (6962 m)
  - Серо Ел Пломо (6070 m)
  - Серо Амегино (5940 m)
- Охос дел Саладо (Катамарка) (6893 m)[1]
  - Невадо Трес Крусес (6748 m)
  - Касадеро (6658 m)
  - Ел Муерто (6488 m)
  - Серо Насимиенто (6436 m)[2]
  - Серо Веладеро (6436 m)
  - Серо Ел Кондор (6414 m)
  - Серо Вайеситос (6168 m)
  - Трес Кебрадас (6239 m)
  - Сиера Невада (6127 m)
  - Серо Медуса (6120 m)
  - Колорадос (6080 m)
  - Серо Ел Фрайле
  - Волкан дел Виенто (6028 m)
  - Серо Сан Франсиско (6018 m)
- Монте Писис (6795 m)
- Серо Бонете (6759 m)[3]
- Юяяко (6723 m)[4][5]
  - Сокомпа (6051 m)
- Мерседарио (Сан Хуан) (6720 m)
  - Серо Рамада (6384 m)
  - Серо Ла Меса (6230 m)
- Инкауаси (6621 m)
- Тупунгато (6570 m)
  - Серо Алто (6148 m)
  - Серо Негро (6070 m)
  - Серо Поярас (5993 m)
- Антофая (6440 m)
- Невадо де Качи (6380 m)
  - Серо Кемадо (6184 m)
- Реклус (6335 m)
- Махадита (6266 m)
  - Серо Оливарес (6216 m)
- Серо Соло (6205 m)
- Серо Ел Торо (6168 m)
- Серо Тортолас (6160 m)
- Кева (6140 m)
- Колангуил (6122 m)
- Мармолехо (6108 m)
- Невадо де Фаматина (6097 m)
- Арасар (6095 m)
- Серо Бабосо (6070 m)
- Серо Салин (6029 m)
- Серо Лагуна Бланка (6012 m)
- Серо Плата (5955 m)
- Серо Чани
- Галан (5920 m)